# 滝本康正
滝本 康正（たきもと やすまさ、1949年4月3日）は、兵庫県出身の元プロ野球選手。ポジションは内野手。

## 来歴・人物
兵庫県立明石高等学校、國學院大學でプレー。大学時代は、クリーンナップを打つなど活躍した。
1971年のドラフトでロッテオリオンズから13位で指名され入団。
しかし一軍公式戦に出場することはなく、1972年末に退団した。

## 詳細情報

### 年度別投手成績
- 一軍公式戦出場なし

### 背番号
- 45 （1972年）